# النادي الدولي لزراعة باطن العين
تأسس نادي الزراعة الجراحية لباطن العين أو نادي زراعة داخل العين (بالإنجليزية: The Intra-Ocular Implant Club) في عام 1966 من قبل جراحي العيون الإنجليزيين السير هارولد ريدلي وبيتر تشويس، لتعزيز البحث في مجال زراعة العدسات داخل العين. في ذلك الوقت كانت هناك معارضة واسعة النطاق في مهنة جراحة العيون لاستخدام العدسات داخل العين. رأى المؤسسون في النادي منتدى يسمح بتبادل الأفكار بحرية وبدون عوائق حول عدسات باطن العين وتقنيات الزراعة الجراحية. منذ البداية كانت عضوية النادي دولية وقد حدد لنفسه دورًا رياديا واستشاريًا للجمعيات الوطنية الناشئة آنذاك لتطويرها في كل دولة لأجل جراحي زراعة العين. ومع ذلك، تم الاعتراف بهذا الدور العالمي فقط مع تغيير الاسم في يوليو 1975.
في نوفمبر 2011، تم تأسيس النادي الدولي لزراعة باطن العين كشركة خاصة محدودة بموجب القانون الإنجليزي.

## التاريخ والنشاط الحالي
تأسس نادي زرع داخل العين في 14 يوليو 1966 في الجمعية الملكية للطب في لندن. الأعضاء الستة عشر المؤسسون هم: 
- السيد جون بايك (راينرز)
- الدكتور مورتو (الولايات المتحدة الأمريكية)
- مايكل جيه روبر هول (المملكة المتحدة)
- سفياتوسلاف فيودوروف (الاتحاد السوفياتي)
- نيل دالاس (المملكة المتحدة)
- والدكتور براون (المملكة المتحدة)
- روبنشتاين (المملكة المتحدة)
- وارين ريس (الولايات المتحدة الأمريكية)
- الدكتور لوري (المملكة المتحدة)
- جورن بويرغ آنس
- سونيا بوبيرغ آنس (الدنمارك)
- سيس بينكورست (هولندا)، وبيتر تشويس (المملكة المتحدة)
- هارولد ريدلي (المملكة المتحدة))
- بينيديتو سترامبيلي (إيطاليا)
- إدوارد إبستين (جنوب إفريقيا).

قدم مايكل جيه روبر هول سردًا للتاريخ المبكر للنادي في محاضرة ميدالية النادي لعام 2007 في اجتماع العشاء السنوي للنادي في ستوكهولم في ذلك العام.
يعقد النادي مؤتمرين سنويين يقوم في كل منهما بتكريم واحد من أفضل المختصين ويقوم المختص بتقديم محاضرة. يتزامن اجتماع الربيع مع الاجتماع السنوي الجمعية الأمريكية لجراحة الساد وجراحة العين الانكسارية (ASCRS). والثاني في الخريف في وقت انعقاد المؤتمر السنوي للجمعية الأوروبية لجراحي المياه البيضاء وتصحيح البصر (ESCRS). الاجتماع عبارة عن غداء عمل أو عشاء حيث تتم مناقشة أعمال النادي ثم تتبعها محاضرة ميدالية. هناك جائزتان من الميداليات يتم الحصول عليها كل عام: محاضرة ميدالية النادي ومحاضرة ميدالية جان ورست، التي سميت على اسم الجراح الهولندي والرائد في جراحة عدسة العين من جرونينجن.

## مؤتمرات جي إف جان ورست
- 1999 جان ورست: «تاريخ عدسات باطن العين»
- 2000 مارفن كويتكو«جراحة باطن العين منذ عام 1967»
- 2001 نورمان جاف: "عدسات باطن العين، تحديد ماهو صحيح.
- 2002 روبرت سينسكي: «الحياة تبدأ في 47»
- 2003 ريتشارد كراتز: «النموذج المتغير»
- 2004 مايكل بلومنثال: «تجربتي في طب العيون»
- 2005 جون شيبرد: «الروابط والمعالم: منظور تاريخي»
- 2006 توماس نيوهان: «من الخراف السود إلى التأسيس»
- 2007 إيمانويل روزين: «التصوير الفوتوغرافي وطب العيون التوأم العاطفة»
- 2008 أوكيهيرو نيشي: «رفاق في السلاح في معركة منظمة مكافحة الإرهاب»
- 2009 دوغلاس كوش «نظرة للخلف وتطلعات للأمام لصحيفة المياه البيضاء وتصحيح الإبصار»
- 2010 روبرتو زالديفار: "عائلة من أطباء العيون. . . . مرض وراثي؟ !
- 2011 جاك تي هولاداي
- 2012 سبنسر بي ثورنتون: «جراحة تصحيح الإبصار/ المياه البيضاء: أين كنا، إلى أين نحن ذاهبون؟»

## مؤتمرات النادي
- 2000 اريك ارنوت
- 2001 تشارلز كيلمان
- 2002 كارل جاكوبي
- 2003 بو فيليبسون
- 2004 كينساكو مياكي: «البصر عقيدة»
- 2005 ستيفن أوبستباوم
- 2006 ديفيد أبل: «السير هارولد ريدلي وحربه من أجل البصر»
- 2007 مايكل روبر هول: «الزمان والمكان المناسبان: تاريخ قصير من النادي الدولي لزراعة باطن العين والزرع المبكر»
- 2008 ريتشارد ليندستروم: «الغرسة الأخرى داخل العين: البطانة القرنية»
- 2009 هوارد جيمبل: المزرعة إلى فاكو - يا لها من ركوب!
- 2010 ألبرت غالاند: «في الحقيبة، العودة إلى المصدر»
- 2011 آي هوارد فاين: «اصنع تحفتك الخاصة»
- 2012 لوسيو بوراتو: «تطور جراحة المياه البيضاء طوال حياتي»

## الرؤساء السابقون للنادي
- 1966-1972 هارولد ريدلي (المملكة المتحدة)
- 1972-1977 كورنيليوس «سيس» بينكورست (هولندا)
- 1977-1980 بيتر تشويس (كان سكرتيرًا من 1966 إلى 1977) (المملكة المتحدة)
- 1980-1984 روبرت دروز (الولايات المتحدة)
- 1984-1988 كارل جاكوبي (ألمانيا)
- 1988-1992 كينساكو مياكي (اليابان)
- 1992-1996 ستيفن أوبستباوم (الولايات المتحدة)
- 1996-1998 بو فيليبسون (السويد)
- 1998-2000 دوجلاس كوتش (الولايات المتحدة)
- 2000-2002 إيمانويل روزين (المملكة المتحدة)
- 2002-2004 ريتشارد ليندستروم (الولايات المتحدة)
- 2004-2006 ليف كوريدون (الدنمارك)
- 2006-2008 هيروكو بيسين مياجيما (اليابان)
- 2008-2010 إ. هوارد فاين (الولايات المتحدة)
- 2010-2012 مايكل كنورز (ألمانيا)